# Ko Phayam
Ko Phayam (เกาะพยาม) ist eine kleine thailändische Insel im Osten des Indischen Ozeans (Andamanensee).
Auf der etwa 10 Kilometer vor der thailändischen Nordwestküste gelegenen und dünn besiedelten Insel befinden sich zahlreiche Kokosnuss- und Cashew-Baum-Plantagen.
An den Sandstränden der Insel bieten kleinere Resorts und Bungalow-Hotels Übernachtungsmöglichkeiten für Touristen an.
Die Insel ist Teil des Nationalparks Mu Ko Phayam.